# 閩江學院交通學院
閩江學院交通學院，為閩江學院的二級學院，其前身為閩江學院的汽車系，是閩江學院與中華大學合作成立的閩台高校本科聯合培養人才項目，屬於公立辦學性質。學制採取「三加一」方式，學院的學生頭兩年在校本部學習，第三年赴台灣學習一年，第四年回校本部學習。